# 확장 한글 자모
확장 한글 자모, 즉 기존의 한글 낱자를 변형하여 만든 새로운 한글 낱자에 관한 문서이다.

## 마름모 미음
마름모 미음 또는 마름미음(◇)은 박성원이 《화동정음통석운고》(華東正音通釋韻考)를 지으면서 ㅱ을 대체해 임의로 만든 낱자이다. 조선민주주의인민공화국이 '마름미음'이라는 이름으로 국제 문자 세트에 추가하려 하였으나, 추가되지 못하였다.

## 훈민정음도해의 신규 자모
신경준은 자신의 저서 《훈민정음도해》에서 삼십육자모의 설상음인  知(ʈ), 澄(ʈʰ), 徹(ɖ), 孃(ɳ)에 대응되는 글자로 ㄷ, ㅌ, ㄸ, ㄴ의 세로획을 위로 연장한 자모를 만들어 사용했다. 조선민주주의인민공화국은 이 네 자모를 '혀바닥소리 디읃', '혀바닥소리 티읕', '혀바닥소리 두디읃', '혀바닥소리 니은'이라 이름붙이고 국제 문자 세트에 추가하려 하였으나, 추가되지 못하였다.
또한 《훈민정음도해》에서는 ᅟᆢ(쌍아래아)와 ㅣ의 합자도 등장하고 있으나, 이에 대응되는 한자는 없다.

## 국문정리의 단음(短音)용 자모
이봉운은 1897년에 지은 한국어 문법서인 《국문정리》에서 장단음을 구분할 목적으로 기존의 자모를 활용한 ‘장음 반절 규식’과 함께 새 모음자를 쓴 ‘단음 반절 규식’을 제안하였다. ㆍ(아래아)와 ᅟᆢ(세로로 됨)를 각각 ㅏ와 ㅑ의 단음자로 씀에 아울러, ㅓ, ㅕ, ㅗ, ㅛ, ㅜ, ㅠ의 단음자로는 기존 모음자의 획을 가감한 형태의 새 자모를 제안하였으며, ㅿ, ㆆ과 ㆁ을 각각 ‘스’, ‘이’, ‘으’의 단음자로 간주하여 다른 첫소리에 ㅣ 또는 ㅡ가 붙는 단음자는, 기존 한글의 형태를 벗어나 자음자 상단에 ㅡ, ㅣ를 붙인 새 형태의 음절자를 제안하고 있다. ㅘ, ㅝ, ㅙ, ㅞ, ㅔ, ㅖ 등의 딴이가 붙은 모음자에 대해서도 새 형태의 단음자를 제시하고 있다. 《국문정리》 중 ‘새 언문 규범’ 부분은 언급한 새 자모를 활용하여 쓰였다.

## ∨
20세기 초에는 다른 언어에 쓰이는 순치음 /f, v/을 표기하기 위해 ᅄ과 ᅋ을 쓰는 경우가 있었는데, 주시경은 《대한국어문법》(1906)에서 이것이 불합리하다고 여기며 ㅇ 자리에 대신 ∨를 병서한 표기를 제안했다.

## 조선어 신철자법의 자모

조선어 신철자법

, , , 는 1948년부터 1954년까지 조선어 신철자법에 따라 조선민주주의인민공화국에서 쓰였던 자모이다. 이들의 이름은 아래 표와 같았다.
| 자모 | 명칭        |
| ---- | ----------- |
|      | (/리으/)    |
|      | (/liɯl/)    |
|      | (/우읍/)    |
|      | (반모음 이) |

이 글자들은 각각 ㄹ 불규칙, 르 불규칙, ㅂ 불규칙, 어간 말의 ㅣ에 쓰였다. 예시 등은 조선어 신철자법의 형태소의 표기를 참고하라.

## 음성 기호
한글을 음성 기호로 표시하기 위해 자모를 변형시킨 사례가 있다. 

## 소리체 프로 (Sori Pro, 2020)
노타입의 《소리체 프로》는 전사를 위한 새로운 자모를 만든 계획 겸 글꼴이다.